# Division 2 (Zweden)
De Division 2 is sinds 2006 het vierde niveau van het voetbal in Zweden. Deze naam werd van 1928 tot 1986 gebruikt voor de aanduiding van het tweede niveau en vervolgens tot 2005 voor het derde niveau. 

## Competitieformat

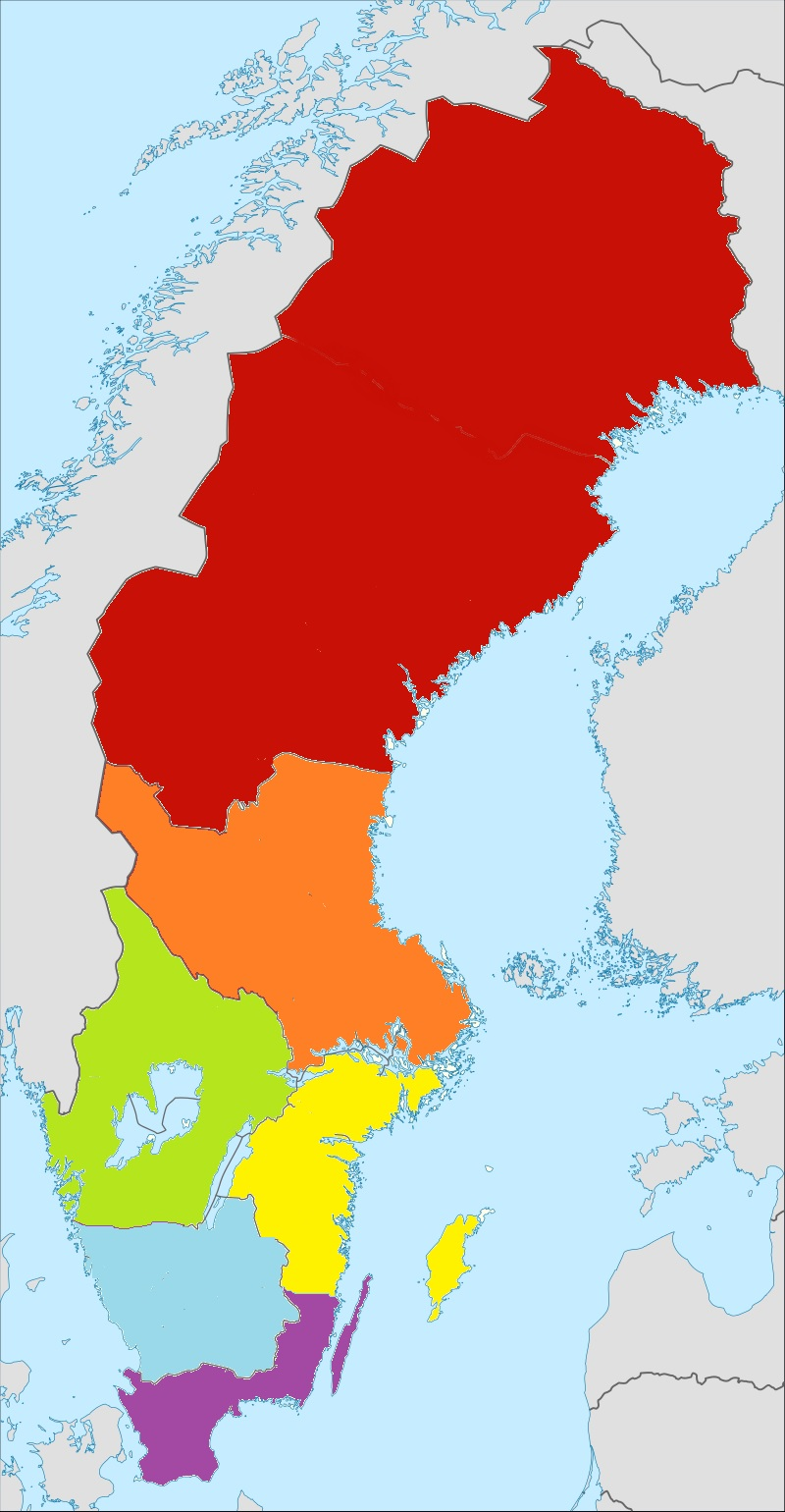
Geografische locaties van de groepsindelingen van de Division 2.

Verspreid over zes regionale poules spelen in totaal 84 teams. Er spelen dus veertien teams in elke poule die een hele competitie tegen elkaar spelen. Dit resulteert in 26 speelrondes voor elke ploeg. De poulewinnaars promoveren naar de Ettan en de onderste twee teams per poule degraderen naar de Division 3. 
De zes runner-ups spelen met de twee nummers dertien uit de Ettan een eindronde voor twee plaatsen in de Ettan. 

## Indeling
De competitieindeling volgt op basis van de landsdelen van Zweden. Hierbij krijgt Norrland - met een lage bevolkingsdichtheid - slechts één poule toegewezen, terwijl Svealand er twee krijgt en Götaland bestaat uit zelfs drie poules.

 Division 2 Norrland

 Division 2 Norra Svealand

 Division 2 Södra Svealand

 Division 2 Norra Götaland

 Division 2 Vestra Götaland

 Division 2 Södra Götaland

## Kampioenen

### 2006–heden
| Seizoen       | Norrland      | Norra Svealand        | Östra Svealand Södra Svealand | Mellersta Götaland Östra Götaland Norra Götaland | Västra Götaland | Södra Götaland     |
| ------------- | ------------- | --------------------- | ----------------------------- | ------------------------------------------------ | --------------- | ------------------ |
| Vierde niveau |               |                       |                               |                                                  |                 |                    |
| 2006          | IFK Timrå     | Skiljebo SK           | Gröndals IK                   | Skövde AIK                                       | Torslanda IK    | IFK Malmö          |
| 2007          | Ersboda SK    | IK Brage              | Arameiska-Syrianska           | Motala AIF                                       | Lindome GIF     | Malmö Anadolu BI   |
| 2008          | Skellefteå FF | Syrianska IF Kerburan | Karlslunds IF                 | IK Sleipner                                      | IK Oddevold     | Kristianstads FF   |
| 2009          | Bodens BK     | Dalkurd FF            | Hammarby TFF                  | Norrby IF                                        | Ytterby IS      | Lunds BK           |
| 2010          | IFK Luleå     | IK Frej               | Akropolis IF                  | IK Oddevold                                      | Motala AIF      | Varbergs BoIS      |
| 2011          | Östersunds FK | Enköpings SK          | Eskilstuna City               | IK Gauthiod                                      | Utsiktens BK    | IFK Klagshamn      |
| 2012          | Selånger FK   | Valsta Syrianska IK   | Nyköpings BIS                 | Husqvarna FF                                     | Torslanda IK    | IS Halmia          |
| 2013          | Skellefteå FF | Huddinge IF           | Motala AIF                    | IFK Uddevalla                                    | Norrby IF       | Oskarshamns AIK    |
| 2014          | Piteå IF      | Akropolis IF          | Södertälje FK                 | Carlstad United BK                               | Eskilsminne IF  | FC Höllviken       |
| 2015          | Team TG FF    | Enskede IK            | IK Sleipner                   | FC Trollhättan                                   | Tvååkers IF     | Prespa Birlik      |
| 2016          | Sandvikens IF | Sollentuna FK         | Arameiska-Syrianska           | Skövde AIK                                       | Assyriska BK    | FK Karlskrona      |
| 2017          | Skellefteå FF | BK Forward            | FC Linköping City             | Grebbestads IF                                   | Tvååkers IF     | Torns IF           |
| 2018          | Bodens BK     | Vasalunds IF          | IF Sylvia                     | Karlstad BK                                      | Lindome GIF     | Assyriska Turabdin |
| 2019          | IFK Luleå     | Täby FK               | IFK Haninge                   | Örebro Syrianska IF                              | Qviding FIF     | FK Karlskrona      |
| 2020          | Piteå IF      | Hudiksvalls FF        | Assyriska FF                  | Vänersborgs IF                                   | IFK Malmö       | Österlen FF        |
| 2021          | Team TG FF    | Stockholm Inter       | Motala AIF                    | IK Oddevold                                      | Ängelholms FF   | BK Olympic         |
| 2022          |               |                       |                               |                                                  |                 |                    |